# Johann Baptist Schiedermayr der Ältere
Johann Baptist Schiedermayr der Ältere (auch: Schiedermayer, Schiedermair) (* 23. Juni 1779 in Münster (Bayern); † 6. Januar 1840 in Linz) war ein deutscher Komponist und Kirchenmusiker.

## Leben
Johann Baptist Schiedermayr der Ältere war ein Sohn des Lehrers Georg Schiedermayr, der in der ehemaligen Stiftsschule in Münster unterrichtete. Sein älterer Bruder Georg (* 25. Juni 1772) war Organist im Prämonstratenserstift Windberg.
Johann Baptist Schiedermayr der Ältere wurde bereits früh von seinem Vater in Gesang ausgebildet und kam 1788 als Sängerknabe in das Chorherrenstift der Prämonstratenser in Windberg, an dem sein Bruder Georg bereits als Organist tätig war, und erlernte dort bei diesem auch das Klavierspielen.
1791 ging er in die Benediktinerabtei Oberalteich und erhielt dort Unterricht bei Pater Ignaz Edmund Härtl und dem Schullehrer Stephan Fuchs im Gesang und im Studium des Generalbasses.
1793 kam er im Alter von 14 Jahren an das kurfürstliche Studien- und Musikseminar nach Straubing und war unter 24 Schülern der beste Orgelspieler. Hier erhielt er Unterricht bei Thaddäus Wolfgang Freiherr von Dürnitz (1756–1807), einem der besten Pianospieler seiner Zeit. Zwei Latein-Lehrer bildeten ihn an den Instrumenten Flöte und Violine aus. Im Jahr darauf begann Johann Baptist Schiedermayr der Ältere zu komponieren: ein Tantum ergo mit 4 Singstimmen, ein Alma redemtoris mater und eine Messe in D-dur für seinen Vater.
1796 verließ er das Seminar und ging zum Chorherrenstift St. Nikola bei Passau. Anfangs wurde er als Bassist und später als Organist angestellt, gleichzeitig studierte er Theologie am „Collegium academicum“. Er studierte im 2. Kurs, als im Rahmen der Säkularisation alle Klöster und Stifte in Bayern aufgehoben wurden.
Weil er daher in Bayern keine Zukunft mehr für sich sah, übersiedelte er nach Österreich und bewarb sich in einem Probekonzert in Schärding um die Stelle des verstorbenen Turnmeisters/Organisten Eggerstorfer. An die Vergabe der Stelle war die Bedingung geknüpft, dass er die älteste Tochter des Verstorbenen zur Ehefrau nehmen müsste. Er weigerte sich jedoch und erhielt darauf die Stelle nicht, lernte aber bei dem Probekonzert seine zukünftige Ehefrau, die jüngste Tochter Barbara Eggerstorfer, kennen.
Am 24. Februar 1804 ging er nach Linz und wurde als Musiker unter dem Dom- und Stadt-Kapellmeister Franz Xaver Glöggl in der Kirche, im Theater und bei der Bürgergarde an verschiedenen Instrumenten verwendet, bis er 1810 als Dom- und Stadtpfarr-Organist eingestellt wurde. Er war als 1. Kapellmeister am Landestheater tätig, war Dirigent der Redoutenbälle (Redoutensaal: ursprünglich so viel wie Wandelhalle, Saal, in weiterer Folge Tanzveranstaltung, Maskenball) und er komponierte Messen, Tänze für Gesellschaftskonzerte und Gelegenheitsstücke, außerdem gab er von 1823 bis 1837 Gesangsunterricht an der Gesangsschule der Linzer Gesellschaft der Musikfreunde. 1839, nach dem Tod von Franz Xaver Glöggl, wurde Johann Baptist Schiedermayr der Ältere provisorischer Dom- und Stadtpfarrkapellmeister.
1807 heiratete er Barbara Eggerstorfer (1783–1858) aus Schärding. Gemeinsam hatten sie fünf Söhne und drei Töchter. Ihre Kinder waren:
- Johann Baptist Schiedermayr der Jüngere (1807–1878), Geistlicher;
- Joseph Schiedermayr (1808–1819);
- Maria Schiedermayr (1810–1889);
- Wilhelm Schiedermayer (1812–1855), Amtsvorstand des Bezirksgerichts in St. Florian und Abgeordneter der Frankfurter Nationalversammlung
- Barbara Schiedermayr (* 1814);
- Rosa Schiedermayr (1816–1874);
- Karl Schiedermayr, Arzt und Botaniker;
- Josef Schiedermayr (1821–74), Advokat.

## Ehrungen
- 1821 Ehrenmitglied („Leiter am Klavier“) der Gesellschaft der Musikfreunde in Linz.

## Werke (Auswahl)

### Musik
- Partitur: Leopold Mozart; Johann Baptist Schiedermayr: Neue theoretische und practische Violin Schule: ein zweckmäßiger Auszug aus der großen Violin Schule von Mozart. Mainz In der Grosh. Hess. Hofmusikhandlung von B. Schott’s Söhnen 1801
- Partitur: 11 deutsche Täntze mit Introduction Trios und Coda für das Pianoforte. Wien: Chemische Druckerey, 1807
- Partitur: VIII Redout-Deutsche mit Trios, Introduction und Coda: 39tes Werk. Linz Haslinger ca. 1810
- Partitur: Johann Baptist Schiedermayr; Johann Baptist Schmid: Tantum ergo, V (4), orch, org, D-Dur - BSB Mus.ms. Mm 1234:5. 1813
- Partitur: Neueste deutsche Messe zum akademischen Gottesdienst für Discant, Alt, Tenor, Bass und Orgel. Wien, T. Haslinger 1814
- Partitur: Messe nebst Graduale und Offertorium: für 4 Singstimen, 2 Violinen und Orgel: op. 32. Wien: S. A. Steiner und Comp. 1818
- Partitur: Missa solennis in D : a soprano, alto, tenore, basso, due violini, flauto, due obi vel clarinetti, due corni, due clarini, viola, tympani, violone et organo; opus 61. Linz: Haslinger, ca. 1820
- Partitur: Tantum Ergo et Lytaniae de B. M. V. a Canto, Alto, Basso, due Violini, due Corni et Organo. Op. 25. Linz 1820
- Partitur: Choral-Messe nebst Tantum ergo et Genitori: zum Gebrauch für ordinäre Aemter auch wohl für Advent und Fastenzeit; für eine und mehrere Männerstimmen in uni-sono mit Begleitung der Orgel, getreu nach dem Romanum Graduale geordnet. Linz : Haslinger ca. 1820
- Partitur: Johann Baptist Schiedermayr; Ferazina: Masses, V (4), orch, org, op.107, A-Dur - BSB Mus.ms. Mm 961: cover title: Nro. 43. Pastoral-Messe in A dur a Canto, Alto, Tenore, Baßo,  Violino Imo et IIdo, Viola, Flauto, Clarinetto Imo et IIdo, Cornu Imo et IIdo, Clarino Imo et IIdo, Tympano con Organo. Componirt von J. B. Schiedermayr, Domorganisten in Linz. Opus. 107. 1845.
- Partitur: Johann Baptist Schiedermayr; Copyist Mühldorf S  Nicolai 2: Masses, V (4), orch, org, C-Dur - BSB Mus.ms. 8452: dust cover title: Lateinische Messe von Schiedermayr. 1820–1850.
- Partitur: Otto Biba; Johann Georg Albrechtsberger; Ignaz Assmayr; Johann Baptist Schiedermayr; Franz Schneider: Sechs Pastoralstücke für Orgel. Wien; München: Doblinger 1974.
- Partitur: Johann Nepomuk Hummel; Carl Czerny; Johann Georg Albrechtsberger; Johann Baptist Schiedermayr; Ambros Rieder: Orgelmusik aus dem Wiener Biedermeier. Preiser Records, 1979.
- Partitur: Johann Baptist Schiedermayr; Eduard Stallinger: Marsch der oberösterreichischen Landwehr. Rot Siegfried Rundel 1980
- Sechs Intraden: vier Trompeten und zwei Pauken. Hilversum: Harmonia 1980.
- Partitur: Johann Baptist Schiedermayr; Eugen Brixel: Sechs Aufzüge „zum Gebrauche bei grossen Feierlichkeiten“ ; für 3 Trompeten in B, Posaune in C und Pauken (in B, F) ad lib. Oberneukirchen Stefan Reischl 1990
- Johann Baptist Schiedermayr; Franz X Schiedermair; Georg Brunner; Gerhard Schmidt-Gaden; Hans Maier: 6 moderne Aufzüge für 4 Trompeten und Pauken op. 69. München: Musica Bavarica 1999.
- Partitur: Johann Baptist Schiedermayr; Miloslav Richter: 6 moderne Aufzüge für 4 Trompeten und Pauken. Rot Siegfried Rundel 1994
- Partitur: Ambros Rieder; Simon Sechter; Johann Baptist Schiedermayr; Gottfried Preyer: Wiener Orgelmusik aus der 1. Hälfte des 19. Jh. Wien: Doblinger 2000
- Johann Sebastian Bach; Georg Friedrich Händel; Matthias Weißing; Jean Langlais; Erik Satie: „Denn das wahre Wissen“: Konzert für Sopran und Orgel. Dresden: Orgelpunkt ca. 2006
- Praeludien für die heilige Weihnachtszeit. Detmold Böckenhoff 2009
- Partitur: Johann Baptist Schiedermayr; Armin Kircher; Paul Horn: Pastoralmesse op. 72 ; per soli SATB, coro SATB, flauto, 2 clarinetti, fagotto, 2 trombe, timpani, 2 violini e basso continuo. Stuttgart Carus 2009
- Musik-CD: Johann Baptist Schiedermayr; Johannes Strobl: Praeludien für die heilige Weihnachtszeit. Deutschland: Audite 2009.
- Partitur: Johann Baptist Schiedermayr; Friedrich Hägele: Pastoral-Messe in A für Soli SATB, Chor SATB, Flöte, Violine I, Violine II, Violoncello und Orgel Bläser ad lib. Bonn Butz 2010
- Partitur: Johann Baptist Schiedermayr; Friedrich Hägele: Offertorium pastorale Tecum principium; für Sopran- oder Tenorsolo und Orgel - Weihnachtsoffertorium. Bonn Butz 2010
- Partitur: Pastoral-Messe in A. Bonn Butz 2010
- Partitur: Johann Baptist Schiedermayr; Friedrich Hägele: Cantate Domino für Sopran- oder Tenorsolo, Instrumente und Orgel - Singet dem Herrn. Bonn Butz 2012
- Partitur: Johann Baptist Schiedermayr; Friedrich Hägele; Gerhard Weisgerber: Dominus regit me - Gott ist mein Hirte : Psalm 23. Bonn: Dr. J. Butz 2014
- Partitur: Karl-Peter Chilla; Johann Joseph Fux; Johann Pachelbel; Franz Xaver Murschhauser; José Elías: ... das spiele ich morgen IV: sehr leicht ausführbare und gut klingende Orgelstücke aus Barock, Klassik, Romantik und Moderne. München: Strube 2014
- Partitur: Johann Baptist Schiedermayr; Friedrich Hägele: Victimae paschali laudes Ostersequenz; für SATB, zwei Violinen, Violoncello, Kontrabass und Orgel (Klarinetten & Hörner ad lib.). Bonn Butz 2015
- Partitur: Primiz-Messe: für 4 Singstimmen, 2 Violinen, Viola, Flaute, 2 Oboen oder Clarinetten, 2 Fagott, 2 Hörner, 2 Trompeten, Pauken, Violonzello, Contrabass u. Orgel: 101. Werk. Linz: Cajetan Haslinger, o. J.
- Partitur: Te Deum in C für Sopran, Alt, Tenor, Bass, 2 Violinen, 3 Trompeten, Pauken, Contrabas und Orgel. o. J.

### Schriften
- IV Menuetts : aufgef. im National-Redouten-Saal in Linz: einger. für d. Piano-Forte. Linz: Kunst- u. Industrie-Comtoir, 1811.
- Messe: nebst Graduale und Offertorium: für 4 Singstimmen, 2 Violinen und Orgel; 31. Werk. Wien: Tobias Haslinger 1818
- Messe: nebst Graduale u. Offertorium: für 4 Singstimmen, 2 Violinen, 2 Horn (ad lib.) u. Orgel; 32. Werk. Wien: Steiner 1818
- Messe: nebst Graduale u. Offertorium: für Singstimmen, 2 Violinen, 2 Clarinetten, 2 Trompeten, Pauken u. Orgel; 35. Werk. Wien: Haslinger 1818
- Messe: nebst Graduale und Offertorium : für 4 Singstimmen, 2 Violinen, 2 Horn (ad libitum) und Orgel: 33. Werk. Wien: S. A. Steiner 1818
- Messe: nebst Graduale und Offertorium : für 4 Singstimmen, 2 Violinen, 2 Clarinetten, 2 Trompeten, Pauken und Orgel: 35. Werk. Wien: Tobias Haslinger 1818
- Elfte Messe nebst Graduale und Offertorium; 36. Werk. Wien : Tobias Haslinger o. J.
- Erwin und Elmire; ein Schauspiel mit Gesang in zwey Aufzügen. München: gedruckt mit Zängl’schen Schriften, 1820.
- Offertorium in A aus Schiedermayers C-Messe. um 1825
- Vesper: für 4 Singstimmen, 2 Violinen, 2 Clarinetten, 2 Trompeten, Pauken, Contrabaß u. Orgel: 42. Werk. Wien: Haslinger 1827
- Dreyzehnte Messe: (für d. hl. Oster-Fest): für 4 Singstimmen, 2 Violinen, 2 Clarinetten, 2 Trompeten, Pauken, Contrabaß u. Orgel; 66. Werk. Wien: Haslinger 1827
- Graduale: (victimae paschali laudes Christiani): für 4 Singstimmen, 2 Violinen, 2 Clarinetten, 2 Hörner, Contrabaß u. Orgel; 67. Werk. Wien: Haslinger 1827
- Offertorium: (Haec dies quam fecit Dominus): für Sopran Solo u. 4stg. Chor, 2 Violinen, 2 Clarinetten, 2 Hörner, Contrabaß u. Orgel, 68. Werk. Wien: Haslinger 1827
- Pastoral-Messe: für 4 Singstimmen, 2 Violinen, Flöte, 2 Clarinetten, Fagott, 2 Trompeten, Pauken, Contrabass u. Orgel. Wien: Haslinger 1827
- Theoretisch-practische Choral-Lehre. Zum Gebrauche beym katholischen Kirchen Ritus. Linz, Q. Haslinger 1828
- Constantin Retzer, Johann Baptist Schiedermayr: Patriotische Cantate. Linz 1833
- Adam Würth; Piotr Piller; Johann Baptist Schiedermayr: Die Grafen von Ehrbach: Original-Schauspiel in 3 Abtheilungen. Leipzig: im Verlagsbureau. Commissionair W. Engelmann, 1836
- XI Redout-Deutsche: samt Trios, mit Introduction u. Coda, für d. National Redoutensaal u. d. Caßino zu Linz: für d. Piano-Forte. Linz: Kunst u. Industrie Comptoir 1840
- Otto Biba; Robert Führer; Carl Franz Pitsch; Johann Baptist Schiedermayr; Simon Sechter: Pastoralmusik für Orgel aus dem 19. Jahrhundert. Altötting Coppenrath 1976
- Missa in F. Op. 95.
- Neue theoretische und practische Violin Schule. Mainz: Schott, s. a.
- Tantum ergo und Litaniae de B. M. V : Noten: Op. 25. Linz: Cajetan Haslinger, o. J.
- VI Orgel-Stücke: Praeludien für d. hl. Weihnachtszeit; 76. Werk. Wien: Haslinger